# Larry Pitchford
Larry Pitchford (Óregon, 29 de abril de 1936 – Honesdale, 22 de julho de 2024) foi um lutador profissional mais conhecido pelo seu nome de ringue Beauregarde, e também músico americano de Portland, Óregon, nos Estados Unidos.

## Carreira
Sua carreira de lutador começou em 1963, viajando pelas Filipinas como "Eric the Golden Boy". dado o nome de Beauregarde pelo colega lutador Ripper Collins, Dado o nome de Beauregarde pelo colega lutador Ripper Collins, ele estreou como um heel no Havaí antes de retornar a Portland. Em 1970, ele havia se tornado um dos maiores nomes do circuito de Luta Noroeste do Pacífico da NWA e venceu o campeonato de times da PNW em 1968 (em parceria com Moondog Mayne), 1969 (em Roger Kirby), 1970 (em The Claw) e 1971 (com Dutch Savage).
Beauregarde era conhecido por seus movimentos únicos de luta livre (e movimento final "The Thumb") e personagens loucos que ele criou para si mesmo. Nos dias de jogos, ele encontrava uma figura histórica cuja data de nascimento caía naquele dia e fingia ser eles durante o jogo e em entrevistas.
Em 1971, ele lançou um álbum com seu nome artístico, Beauregarde, com Greg Sage da banda Wipers estreando na guitarra. Por volta de 1969 Beauregarde alistou Greg (até então com 17 anos) depois de ouvi-lo tocando guitarra para a banda de um amigo no estúdio da Sound Productions em Portland.
Em 1973, ele gerenciou a equipe de brute Bernard e Jay York na promoção da luta livre no meio do campeonato de Jim Crockett, no Atlântico.
Depois de se aposentar da luta livre, ele comprou uma empresa de chapas de rocha na Flórida, onde ele reside e passa a maior parte do tempo pescando.
Em 4 de fevereiro de 2006, Beauregarde fez sua primeira aparição relacionada a wrestling em muitos anos no Incredible 8 Tournament do Hardkore Championship Wrestling no sul da Flórida, onde ele foi um dos primeiros ganhadores do "Prêmio de contribuição honorável da HCW ao wrestling" junto com os lutadores Rusty Brooks, Stephen "Big Daddy" DiBlasio e "Outlaw" JR James.

## Morte
Pitchford morreu no dia 22 de julho de 2024, aos 88 anos.